# Nemapogon gerasimovi
Nemapogon gerasimovi är en fjärilsart som beskrevs av Aleksei Konstantinovich Zagulajev 1961. Nemapogon gerasimovi ingår i släktet Nemapogon och familjen äkta malar. Inga underarter finns listade i Catalogue of Life.